# Rune Frantsen
Rune Frantsen (Svenstrup, 15 ottobre 1991) è un ex calciatore danese, di ruolo difensore.

## Carriera
Ha giocato nella prima divisione danese.